# Komeda Jazz Festival
Komeda Jazz Festival – polski festiwal jazzowy imienia Krzysztofa Komedy, powstały z inicjatywy Leszka Kułakowskiego. Odbywa się rokrocznie w Słupsku i Gdańsku od 1995 roku. Przez pierwsze trzy lata wydarzenie nosiło nazwę "Rondo Jazz Festival". Podczas dotychczasowych koncertów festiwalowych wystąpiło wiele polskich i zagranicznych gwiazd jazzu. Koncerty dotychczas odbywały się głównie w Teatrze impresaryjnym (obecnie Polska Filharmonia Sinfonia Baltica w Słupsku), w Teatrze Rondo w Słupsku oraz w Młodzieżowym Centrum Kultury w Słupsku.